# ردآلبن
شهر ردآلبن (به آلمانی: Rodalben) در ایالت راینلند-فالتز در کشور آلمان واقع شده‌است.